# Scolopax bukidnonensis
La beccaccia di Bukidnon (Scolopax bukidnonensis, Kennedy, Fisher, Harrap, Diesmos & Manamtam 2001) è un uccello della famiglia degli Scolopacidae dell'ordine dei Charadriiformes.

## Sistematica
Scolopax bukidnonensis non ha sottospecie, è monotipica.

## Distribuzione e habitat
Questa beccaccia vive solo nelle Filippine.